# جید (کمیک)
جِید (به انگلیسی: Jade) با نام اصلی جنیفر-لین هیدن، یک شخصیت خیالی ابرقهرمان در کتاب‌های کامیک آمریکایی منتشر شده توسط دی‌سی کامیکس است. شخصیت جید توسط نویسنده روی توماس و طراح جری اوردوی خلق شده‌است؛ که برای اولین بار در شمارهٔ ۲۵ از اسکادران آل استار (سپتامبر ۱۹۸۳) حضور پیدا کرد. او یکی از مؤسسین اتحادیه اینفینیتی است، و با تیم‌هایی همچون لیگ عدالت، انجمن عدالت آمریکا و آوت‌سایدرز همکاری داشته است. او پس از برخورداری از حلقهٔ قدرت، به سپاه گرین لانترن پیوست.
جید دختر آلن اسکات نخستین گرین لانترن، و بیماری روانی به نام رز تورن است. او همچنین برادری دوقلو به نام تاد جیمز رایس دارد.

## توانایی‌ها و قدرت‌ها
جید همانند پدرش، کنترل بر قدرت استارهارت را دارد، اما بر خلاف پدرش، قدرت او از حلقه یا فانوس نشأت نمی‌گیرد، بلکه از طریق خال مادرزادی ستاره شکلی در کف دستانش هدایت می‌شود. این قابلیت به او توانایی بکارگیری انرژی از جمله تغییر تمامی طیف‌های انرژی مانند گرانش، نور، گرما و پرتو را دارد. او همچنین قادر به ایجاد سازه‌های جامد نوری، اساساً در هر وسیله‌ای است (بدین معنی که این توانایی تنها به اراده او محدود می‌شود). جید از این توانایی برای استفاده از قابلیت‌هایی نظیر پرواز، لمس‌ناپذیری، نامرئی شدن و طرح میدان انرژی بهره می‌برد. استارهارت همچنین به او قابلیت قطعی ذهنی شامل هیپنوتیزم، فرافکنی اثیری (در این حالت قادر به مبارزه با ارواح است) و مقدار ناچیزی دورآگاهی می‌دهد. استارهارت دارای نقطه ضعفی در مقابل اشیاء ساخته شده از چوب است.
جید توانایی تأثیرگذاری و کنترل بر گیاهان را از مادر خود به ارث برده‌است. او قادر به سرعت بخشیدن در رشد گیاهان و بکارگیری حرکت بیشتر گیاهان زنده را دارد. او همچنین به دلیل وجود سبزینه در سیستم بدنش، قادر به سنتز نور خورشید به عنوان منبع انرژی است.